# Університет Північної Дакоти
Університет Північної Дакоти (англ. University of North Dakota) — державний університет у Гранд-Форкс, штат Північна Дакота. Це найстаріший університет в Північній Дакоті (заснований у 1883 році), а також найбільший в якому навчається 13 200 студентів.

## Історія
Заснований в 1883 році як гуманітарний інститут, однак на сьогодні головними напрямками з підготовки спеціалістів та досліджень є в області аерокосмічних наук, медицини, енергетики та екології.
Щорічно в університеті навчається 13 тісяч студентів, щоб отримати ступінь бакалавра та магістра на 8 факультетах, тут також готують льотчиків для різних країн.
Гордістю університету є спортивні команди, що змагаються у Національній асоціації студентського спорту. Чоловіча хокейна команда виграла сім разів національний чемпіонат, виступає на арені Arena Ralph Engelstad. Окрім того хокейна команда брала участь в Кубку Шпенглера у 1982 році.

## Факультети університету
- Аерокосмічний
- Мистецтв і наук
- Економіки
- Освіти та розвитку людини
- Інженерний
- Юридичний
- Медицини
- Соціальної роботи
- Аспірантура

## Бібліотеки університету

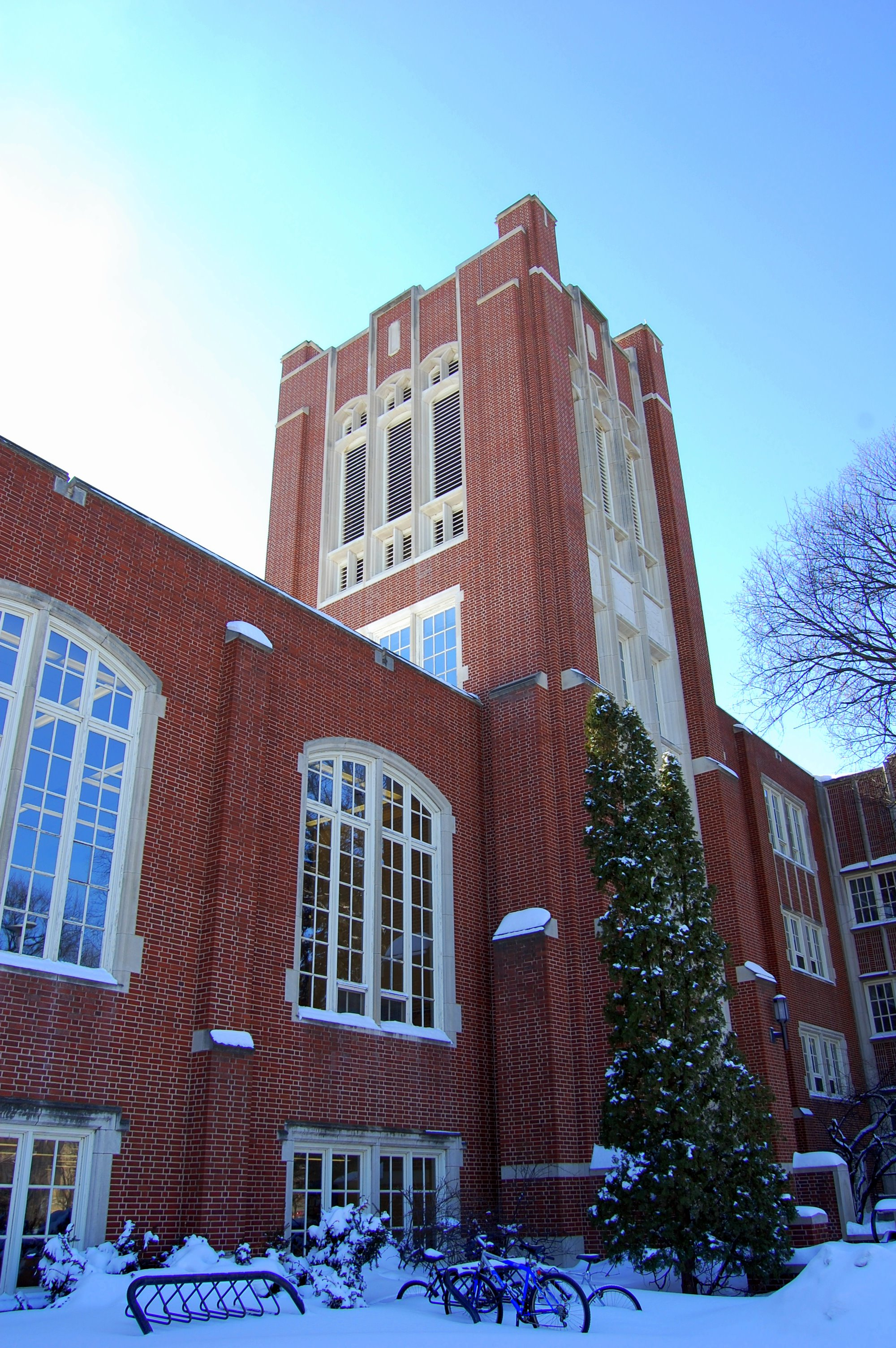
Честер Фрітц бібліотека

УПД має три основні бібліотеки, які разом утворюють найбільшу систему наукових бібліотек в штаті Північна Дакота. Честер Фріц Бібліотека є найбільшою бібліотекою в штаті. Бібліотечний фонд налічує 1600000 томів, забезпечує доступ до 28 000 електронних передплат журналу, і налічує більш ніж 20 000 електронних книг. Він також служить депозитарієм США по патентах і товарним знакам і депозитарієм урядових документів. Філії Честер Фріц бібліотеки включають енергетичну, екологічну наукові бібліотеки та інші бібліотеки.